# أحمد يحيى جطل
أحمد يحيى جطل لاعب كرة قدم سعودي ، لعب سابقاً في نادي الوطني .